# Rhinopithèque de Stryker
Rhinopithecus strykeri
Espèce
Statut de conservation UICN

 CR A4cd : 
En danger critique
Statut CITES
Le Rhinopithèque de Stryker (Rhinopithecus strykeri) est une espèce de singes découverte en 2010, en Birmanie. Cette espèce est également connue sous les noms de « Singe qui éternue » ou de « Singe au visage retourné ».

## Description
C'est un rhinopithèque aux narines béantes et retroussées. Son poil est noirâtre, sa barbe et ses moustaches blanches. Il est de taille moyenne et possède une très longue queue, de quasiment une fois et demi la taille de son corps (on a mesuré 78 centimètres pour un individu de 55 centimètres).
Son surnom de « Singe qui éternue » vient du fait qu'en temps de pluie, l'animal est beaucoup plus sensible à l'humidité en raison de l'absence de nez. Lors de fortes pluies il s'accroupit même, et enfouit sa tête entre ses genoux pour se protéger le nez.

## Habitat et distribution

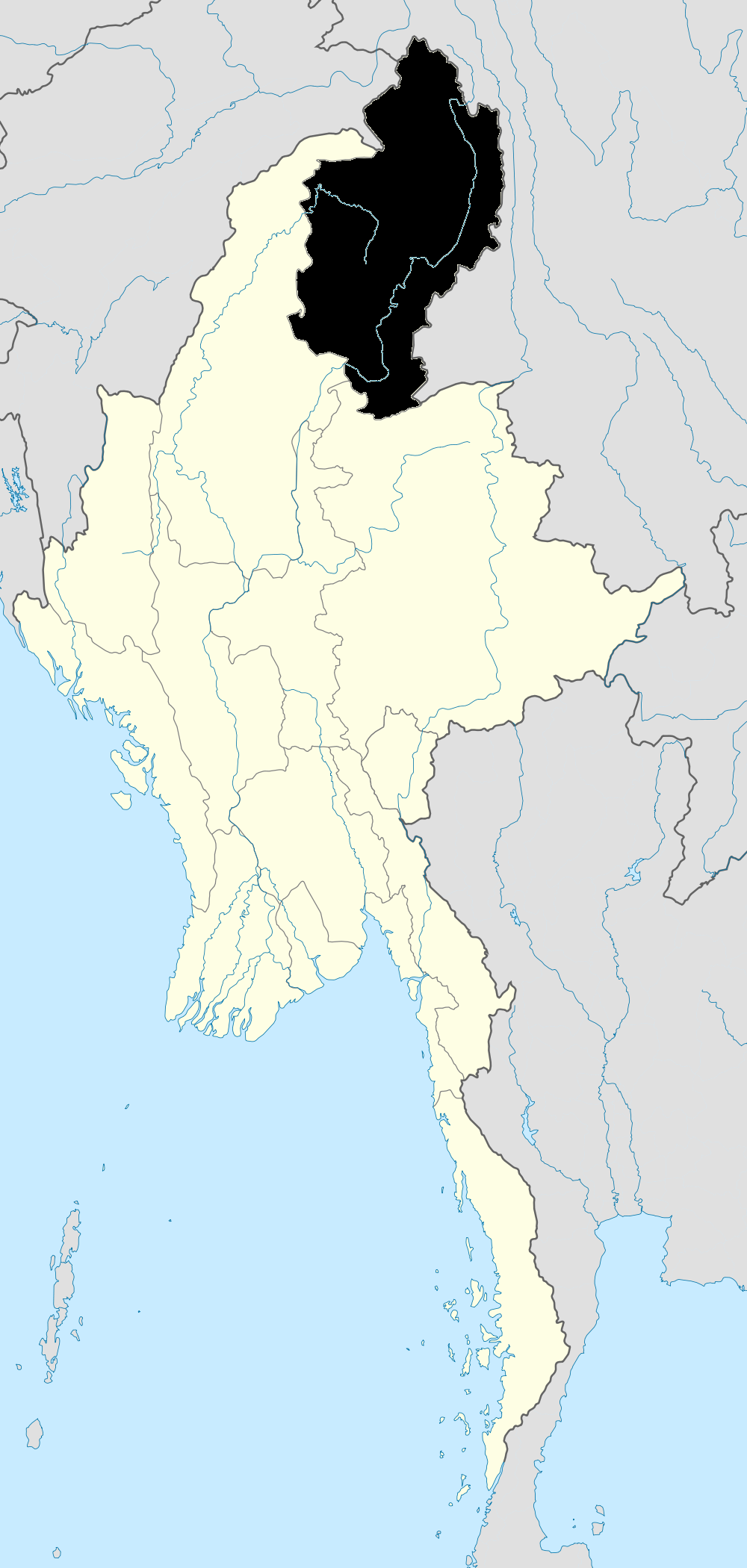
Carte de Birmanie avec l'aire de répartition de l'espèce en noir, tout en haut à droite.

Il habite les montagnes frontalières entre la Chine et la Birmanie, dans le nord-est de la Birmanie.
Il reste entre 260 et 330 individus vivant sur une répartition de 270 km2.

## Publication originale
- (en) Thomas Geissmann, Ngwe Lwin, Saw Soe Aung, Thet Naing Aung, Zin Myo Aung, Tony Htin Hla, Mark Grindley et Frank Momberg, « A new species of snub-nosed monkey, genus Rhinopithecus Milne-Edwards, 1872 (Primates, Colobinae), from northern Kachin state, northeastern Myanmar », American Journal of Primatology, Wiley, vol. 73, no 1,‎ 15 décembre 2010 et janvier 2011, p. 96-107 (ISSN 0275-2565 et 1098-2345, OCLC 07113717, PMID 20981682, DOI 10.1002/AJP.20894, lire en ligne).